# Corey Hart
Corey Mitchell Hart (Montréal, 31 maggio 1962) è un cantante e polistrumentista canadese.

## Biografia
Corey Hart è nato a Montréal, nel Quebec. Dopo il divorzio dei genitori è cresciuto con la madre. A 13 anni ha cantato per Tom Jones e registrato con Paul Anka a Las Vegas e, a 19 anni, ha realizzato una demo con Billy Joel ed Eric Clapton, cosa che gli ha permesso di firmare il primo contratto discografico l'anno dopo.
Il suo primo album è stato registrato a Manchester, Inghilterra nell'autunno 1982. Pubblicato nel 1983, First Offense, ha raggiunto la top 10 USA con i singoli Sunglasses at Night e It Ain't Enough, ed è diventato disco di platino sia in Canada che negli Stati Uniti.
Il lavoro seguente, Boy in the Box, è stato certificato disco di diamante in Canada con un milione di copie vendute nel 1986. Il singolo Never Surrender si è piazzato al secondo posto nelle classifiche annuali canadesi. Il suo brano Eurasian Eyes fu inserito nella colonna sonora del film 9 settimane e ½, del 1986.
Il successo commerciale di Hart si è mantenuto sempre elevatissimo in Canada, mentre ha iniziato a sfumare negli Stati Uniti negli anni novanta. Corey Hart ha collezionato 26 presenze nella Top 30 del suo Paese. Attivo nel terzo millennio prevalentemente come autore, ha scritto canzoni anche per Céline Dion.

## Vita privata
Hart vive attualmente a Nassau, nelle Bahamas, con la sua seconda moglie, la cantante franco-canadese Julie Masse, e i suoi 4 figli: India, Dante, River e Rain.

## Curiosità
- Nominato spesso nella serie TV Future Man, vi è apparso anche nei panni di sé stesso in un episodio.

## Discografia

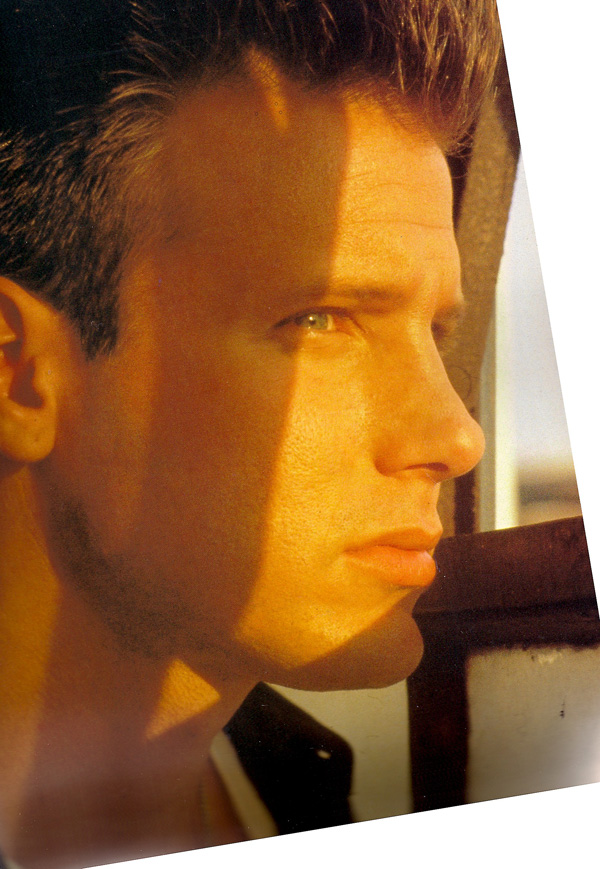
Corey Hart nel 1990

### Album
| Anno | Album                  | CAN | U.S. | CRIA                  | RIAA          |
| ---- | ---------------------- | --- | ---- | --------------------- | ------------- |
| 1983 | First Offense          | 6   | 31   | 3× Platino (300,000)  | Oro (500,000) |
| 1985 | Boy in the Box         | 1   | 20   | Diamante (1,000,000+) | Platino       |
| 1986 | Fields of Fire         | 5   | 63   | 2× Platino (200,000)  | Oro           |
| 1988 | Young Man Running      | 12  | 121  | Platino (100,000)     |               |
| 1990 | Bang!                  | 24  | 134  |                       |               |
| 1991 | Corey Hart The Singles | 54  | —    |                       |               |
| 1992 | Attitude and Virtue    | 41  | —    |                       |               |
| 1996 | Corey Hart             | 38  | —    | Platino (100,000)     |               |
| 1998 | Jade                   | 46  | —    |                       |               |

### Singoli
| Anno | Titolo                                                      | CAN       | U.S. | Album                 |
| ---- | ----------------------------------------------------------- | --------- | ---- | --------------------- |
| 1984 | "Sunglasses at Night"                                       | 8         | 7    | First Offense         |
| 1984 | "She Got the Radio"                                         | 23        | —    | First Offense         |
| 1984 | "It Ain't Enough"                                           | 8         | 17   | First Offense         |
| 1985 | "Lamp at Midnite"                                           | 27        | —    | First Offense         |
| 1985 | "Never Surrender"                                           | 1 (9 wks) | 3    | Boy in the Box        |
| 1985 | "Boy in the Box"                                            | 4         | 26   | Boy in the Box        |
| 1985 | "Everything in My Heart" / "Rudolph the Red-Nosed Reindeer" | 1 (1 wk)  | 30   | Boy in the Box        |
| 1986 | "Eurasian Eyes"                                             | 19        | —    | Boy in the Box        |
| 1986 | "I Am By Your Side"                                         | 6         | 18   | Fields of Fire        |
| 1986 | "Can't Help Falling in Love"                                | 1 (1 wk)  | 24   | Fields of Fire        |
| 1986 | "Angry Young Man"                                           | 29        | —    | Fields of Fire        |
| 1987 | "Dancin' With My Mirror"                                    | 16        | 88   | Fields of Fire        |
| 1987 | "Take My Heart"                                             | 23        | —    | Fields of Fire        |
| 1987 | "Too Good 2 Be Enough"                                      | 18        | —    | Non-album single      |
| 1988 | "In Your Soul"                                              | 2         | 38   | Young Man Running     |
| 1989 | "Spot You in a Coalmine"                                    | 29        | —    | Young Man Running     |
| 1989 | "Truth Will Set You Free"                                   | 39        | —    | Young Man Running     |
| 1989 | "Still in Love"                                             | —         | —    | Young Man Running     |
| 1990 | "A Little Love"                                             | 9         | 37   | Bang!                 |
| 1990 | "Bang! (Starting Over)"                                     | 30        | —    | Bang!                 |
| 1990 | "Rain on Me"                                                | —         | —    | Bang!                 |
| 1992 | "92 Days of Rain"                                           | 26        | —    | Attitude & Virtue     |
| 1992 | "Baby When I Call Your Name"                                | 14        | 67   | Attitude & Virtue     |
| 1992 | "Always"                                                    | 30        | —    | Attitude & Virtue     |
| 1993 | "I Want (Cool Cool Love)"                                   | 24        | —    | Attitude & Virtue     |
| 1994 | "Hymn to Love"                                              | —         | —    | Tribute to Edith Piaf |
| 1996 | "Black Cloud Rain"                                          | 27        | —    | Corey Hart            |
| 1996 | "Tell Me"                                                   | 14        | —    | Corey Hart            |
| 1996 | "Third of June"                                             | 17        | —    | Corey Hart            |
| 1996 | "Someone"                                                   | 36        | —    | Corey Hart            |
| 1998 | "So Visible (Easy to Miss)"                                 | 22        | —    | Jade                  |
| 1998 | "Break the Chain"                                           | 38        | —    | Jade                  |
| 1998 | "La-Bas" (with Julie Masse)                                 | —         | —    | Jade                  |
| 2002 | "Sunglasses at Night 2002"                                  | —         | —    | Non-album single      |